# メダック県

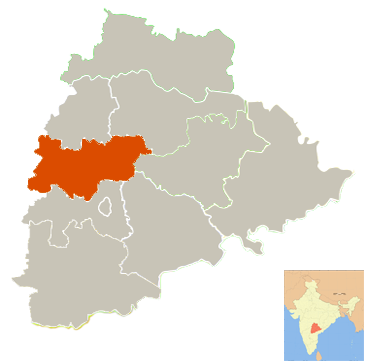
テランガーナー州における位置

メダック県（メダックけん、テルグ語: మెదక్ జిల్లా）は、インドのテランガーナー州（2014年までアーンドラ・プラデーシュ州）にある県。
美しいステンドグラスを持つ教会がある。また、アーンドラ・プラデーシュのカジュラーホーと地元で呼ばれる寺院がある。ハイデラバード県との県境には、国際半乾燥熱帯作物研究所（ICRISAT）がある。
医薬品産業が多く進出し、インドのレディーズ・ラボラトリーズ (Dr. Reddy's Laboratories) 、オーロビンド・ファーマ (Aurobindo Pharma) 、ヘテロ・ドラッグス (Hetero Drugs) や、アメリカの後発医薬品大手マイランなど300社あまりが生産拠点を構える。製薬工場から不適切な処理でKazhipally湖に排出された、抗生物質を含む廃液により、薬剤耐性菌が増殖していると報道されている。